# كتابة مصرية معدلة

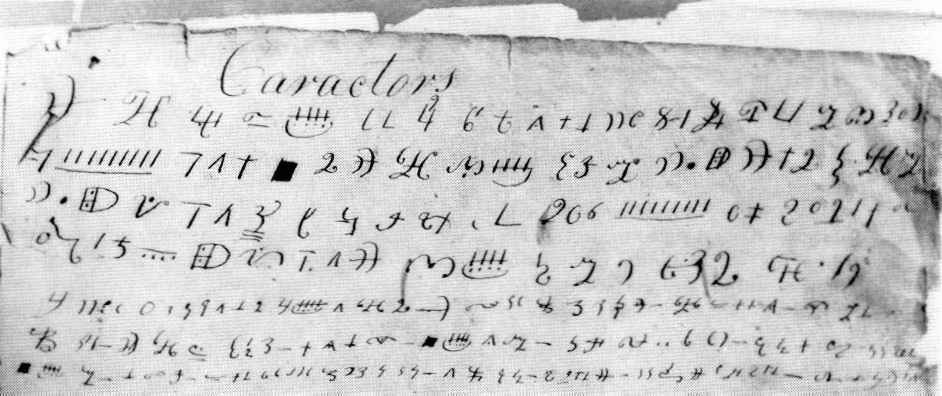
الكتابة المصرية المعدلة كما تظهر في لوح يعتقد أنه يرجع إلى عام 1830

المصرية المعدلة (بالإنجليزية: Reformed Egyptian)‏ ـ وفقاً لكتاب مورمون ـ هي الحروف التي كتب بها هذا الكتاب الذي تؤمن به كنيسة يسوع المسيح لقديسي الأيام الأخيرة على صفائح ذهبية بأيدي أنبياء عاشوا في نصف الكرة الغربي بين عامي 2600 ق.م. و421 م على وجه التقريب. وقد نشر جوزيف سميث ـ مؤسس الديانة ـ كتاب مورمون سنة 1830 كترجمة لتلك الصفائح الذهبية. غير أن الأبحاث العلمية اللغوية لا تعترف بوجود «لغة مصرية معدلة» أو «كتابة مصرية معدلة» على النسق الذي وصفه المورمون. ولم يوجد أي دليل أثري أو لغوي أو غير ذلك على أن كتابة مصرية قد استخدمت في القارة الأمريكية قديماً.